# La Vega (Jalisco)
La Vega es una localidad del estado mexicano de Jalisco. Es parte del municipio de Teuchitlán.

## Demografía
| Gráfica de evolución demográfica |
|                                  |

| Censo | Población |
| ----- | --------- |
| 1910  | 293       |
| 1921  | 734       |
| 1930  | 913       |
| 1940  | 924       |
| 1950  | 1 259     |
| 1960  | 1 578     |
| 1970  | 1 576     |
| 1980  | 1 487     |
| 1990  | 1 811     |
| 2000  | 1 708     |
| 2010  | 1 663     |
| 2020  | 1 741     |